# Johann Siebmacher
Johann Ambrosius Siebmacher (Nuremberg, c. 1561 — Nuremberg, 23 de março de 1611), também conhecido como Hans Sibmacher, foi um gravurista, alquimista e heraldista alemão.
Publicou volumes de ilustrações e gravuras avulsas sobre uma variedade de temas, incluindo ornamentos, cenas de caça e guerra, paisagens, alegorias, emblemas, retratos, cidades e mapas. A maioria dos críticos recentes o reconhece como autor também do tratado de alquimia Wasserstein der Weysen, que foi reeditado várias vezes, mas hoje é mais lembrado pelo seu importante armorial, o Neue Wappenbuch, cujo primeiro volume apareceu em 1605 com 3.320 brasões, seguido pelo segundo volume em 1609 com mais 2.400. A obra foi bem recebida e um ano após sua morte era editada pela segunda vez. Sua viúva vendeu as matrizes para Paul Fürst, que organizou uma terceira edição em 1657, ampliada com mais dois volumes. Ao longo dos anos seguintes surgiram dois volumes adicionais. O trabalho de revisão, correção e ampliação foi continuado por Johann Helmer, que o publicou em 1705 com o título de Erneuert-verbessertes Wappenbuch. Em 1734 Christian Weigel fez mais uma edição, com seis volumes e 14.767 brasões, e entre 1753 e 1806 foi expandido para doze volumes. Em 1854 a editora Bauer & Rasp assumiu o trabalho, que continuou até 1961, resultando em uma vasta obra de 101 volumes intitulada Siebmacher's großes und allgemeines Wappenbuch, geralmente conhecida como o Novo Siebmacher, contendo armas de mais de 130 mil famílias, guildas, universidades e Estados.